# Johann Peter Frank
Pour les articles homonymes, voir Frank.
Johann Peter Frank (en français : Jean Pierre Frank) (Rodalben, 19 mars 1745 – Vienne, 24 avril 1821) est un médecin hygiéniste bavarois, un des fondateurs de la santé publique et de la médecine sociale.

## Biographie
Johann Peter Frank est le plus jeune des treize enfants d'un épicier. Il va à l'école à Eußerthal, Rastatt et à Bouquenom en Lorraine.
En 1761, il étudie la philosophie à Metz, mais se tourne en 1763 vers les études de médecine à Strasbourg et Heidelberg où il obtient son diplôme de médecin en 1766.
Après avoir travaillé comme médecin de campagne à Rodalben, Bitsch, Zaisenhausen et Bruchsal, Frank devient médecin du prince-évêque de Spire qui lui donne ensuite la direction d'une institution à Deidesheim et d'un hôpital à Bruchsal : il y construit une école de chirurgie.
Il se marie une première fois en 1767 mais sa femme Catherine meurt de la fièvre puerpérale suivie par son fils six mois plus tard.
En 1770, il épouse Marianne Wittlinsbach, qui lui donne un fils : Joseph Frank qui naît à Rastatt (Baden) le 23 décembre 1771.
En 1784, il prend un poste de professeur à Göttingen et devient professeur en 1785 à l'Université de Pavie et directeur général des Affaires médicales en Lombardie autrichienne.
En tant que professeur à l'Hôpital général de Vienne, Frank commence en 1795 la modernisation fondamentale de l'institution. En 1804, avec son fils Joseph Frank, il met en place des structures et des programmes modernes à l'université impériale des sciences de Vilnius.
En 1807-1808, Frank est médecin du tsar russe Alexandre Ier à la cour de Saint-Pétersbourg qu'il quitte en 1808 pour retourner à Vienne. Napoléon Ier le fait venir à Paris pour le consulter et lui demander de devenir le médecin de la cour impériale. Frank refuse et, après un court séjour à Fribourg-en-Brisgau, il retourne à nouveau à Vienne où il reste jusqu'à sa mort. Dans cette ville, il est notamment le médecin de Beethoven.
Frank meurt en 1821 à Vienne à la suite d'un accident vasculaire cérébral : sa tombe d'honneur se trouve au cimetière central de Vienne (groupe A 32, numéro 3),.

## Œuvre
Johann Peter Frank est un pionnier dans le domaine de la médecine sociale et de la santé publique et l'un des fondateurs de l'hygiène comme une discipline universitaire dans le monde pré-pastorien.
Dès le début de sa carrière, il commence à travailler sur un volumineux traité de médecine : System einer vollständigen medicinischen Polizey  (Un système complet de politique médicale),.
Cette œuvre l'occupe toute sa vie et sera publiée en neuf volumes de 1779 à 1829. C'est le premier traité complet concernant tous les aspects de la santé et de l'hygiène publique, décrivant en détail à la fois la théorie et la pratique d'une méthode pour mettre sur pied l'hygiène de la population. En outre, le traité documente les lois existantes et propose de nouvelles réglementations pour organiser la santé publique.
Le système de Frank touche l'approvisionnement en eau et l'assainissement, la sécurité alimentaire, la santé scolaire, l'hygiène sexuelle, la protection maternelle et infantile, les règles de comportement vis-à-vis du public tels que la conduite des enseignants et des prostituées et la compilation de données statistiques des hôpitaux. Les registres des hôpitaux compilés en utilisant les méthodes de Frank ont permis à l'obstétricien hongrois Ignaz Semmelweis de démontrer la relation entre l'infection puerpérale et le manque d'hygiène des accoucheuses.
Frank donne des pistes sur l'amélioration fondamentale de l'hygiène dans les bâtiments publics, la lumière dans les quartiers, l'organisation des parcs dans les villes, l'organisation des sports et de la gymnastique dans les écoles et des pauses dans le temps de travail. Humboldt dit à propos de lui : « J'avoue que rarement un homme a fait une telle impression sur moi. »
Frank est sans doute l'une des figures les plus influentes dans l'histoire des débuts de la santé publique et de la médecine sociale. « Il montra, par ses écrits et par l'application pratique de ses idées, comment l'autorité centrale d'un État peut s'occuper efficacement des problèmes d'hygiène. La plupart de ses instructions témoignent d'une bonne foi indéniable et d'une grande sagacité, mais pèchent contre le droit de l'individu et exigent une forte contrainte policière. ».
En 1799, paraît à Paris la traduction française d'un de ses livres intitulé Traité sur la manière d’élever sainement les enfants. Ce traité était « destiné aux parens, particulièrement aux mères qui ont à cœur leur santé et celle de leurs enfants. » Frank écrit : « Il est humiliant pour l'art que tant d'enfants, victimes de notre inépuisable apathie et de notre insouciance sur les recherches, augmentent annuellement la liste des morts, et que ces derniers deviennent le cachet de notre négligente et pitoyable méthode curative. » Il continue : « Nos médecins ne se couvriraient-ils pas d'une gloire immortelle en se dévouant avec un zèle digne de l'entreprise à la recherche de la nature et de l'origine, des causes et des dangers de ces maladies ? »
En plus de son système, Frank a écrit en 1794 un ouvrage en sept volumes de médecine interne et fait des découvertes cliniques importantes, y compris la distinction entre le diabète sucré et le diabète insipide.

## Honneurs posthumes
- La médaille Johann Peter Frank est la plus haute distinction de l'Association des médecins du service de santé publique (BVÖGD)[12] en Allemagne[13].

- À Vienne, dans le quartier Alsergrund (9e arrondissement), la Frankgasse est située près de l'université de médecine.

- Chaque année, une conférence, les Frank-van Swieten Lectures sur la gestion stratégique de l'information des hôpitaux porte son nom associé à celui de Gerard van Swieten. Ce cycle de conférences est organisé conjointement par l'université technique Carolo-Wilhelmina de Brunswick, l'université d'Amsterdam, l'université de Heidelberg, l'UMIT (de), l'université de Leipzig et l'université des sciences appliquées Hochschule Heilbronn (de)[14].